# 大明路 (大里區)
大明路為臺灣臺中市的重要道路之一，全路段位於大里區內。大致呈相東—西向，東接中興路二段，西過舊旱溪積善橋接南區高工路。全長約1.9公里。

## 行經行政區域
- 大里區

## 車道數
國光路二段以東雙向兩車道；以西雙向四車道。

## 本道路客運
臺中市市區公車
| 編號 | 業者     | 路線區間                         | 備註                                    |
| 3    | 統聯客運 | 高鐵台中站－東山高中             | 尖峰5～15分一班；離峰及假日20～30分一班 |
| 53   | 統聯客運 | 太原車站－省議會                 | 尖峰10分一班；離峰15分鐘一班            |
| 58   | 全航客運 | 大慶活動中心－潭子甘蔗里活動中心 | 尖峰10分一班；離峰15分鐘一班            |

## 沿線設施
（由東到西）
- 臺中市政府警察局霧峰分局大里分駐所
- 財政部中區國稅局大屯稽徵所
- 臺中市政府地方稅務局大屯分局
- 新菩提醫院
- 大明市場
- 臺中市私立大明高級中學
- 臺中市大里區崇光國民小學

益民路二段
- 大買家國光店

國光路
- 大明兒童公園

爽文路
- 積善公園

舊旱溪